# Salat nach Art von Pantelleria

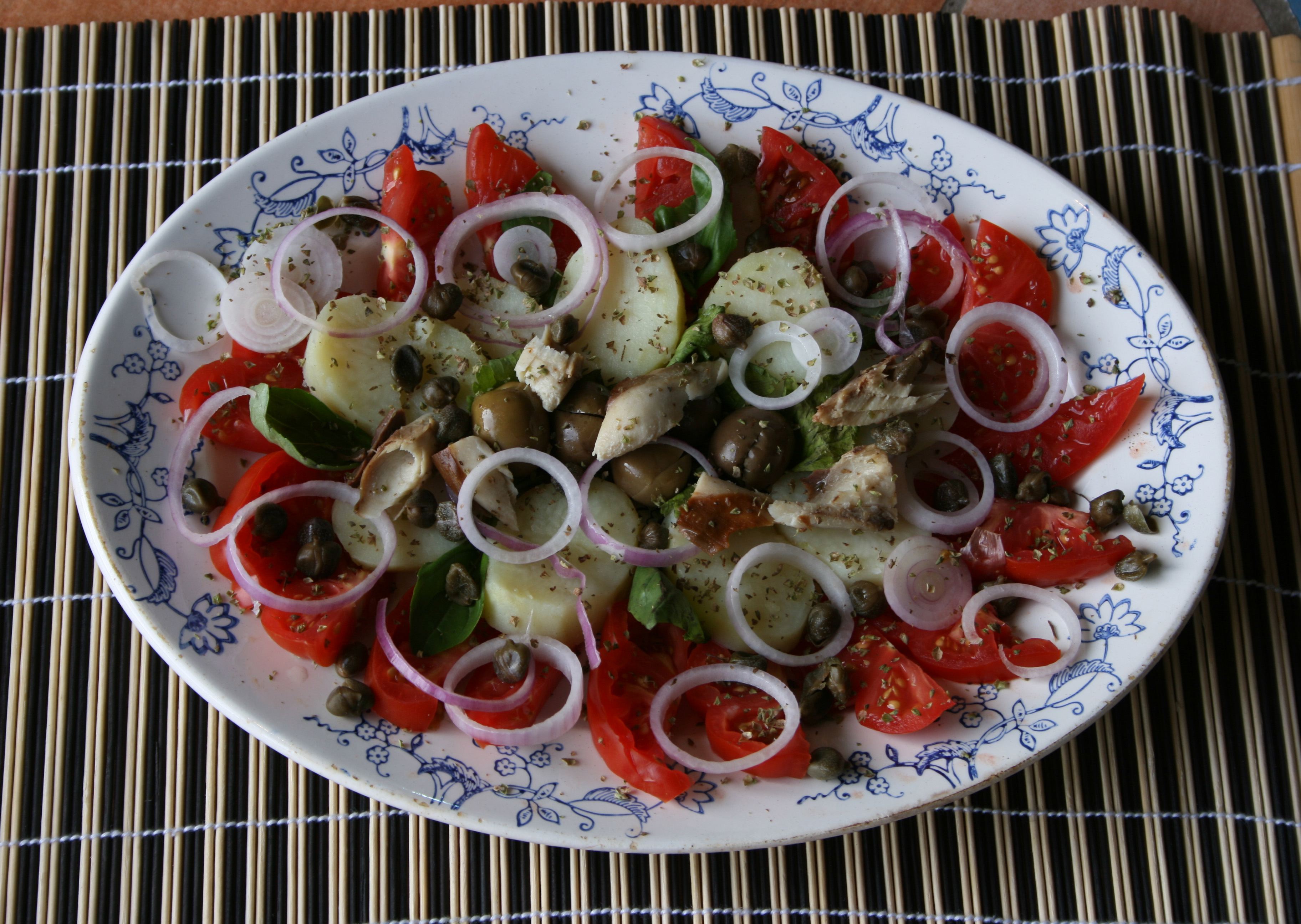
Insalata pantesca

Der Salat nach Art von Pantelleria (auf Italienisch: insalata pantesca) ist ein typisches Gericht der Insel Pantelleria.
Es handelt sich um einen Salat aus Kartoffeln, Tomaten und roten Zwiebeln, gewürzt mit entsteinten Oliven, Pantelleria-Kapern, Oregano und Olivenöl. In der Regel wird der Salat von Makrelen in Öl, aber auch von Frischkäse oder gekochten Eierstücken begleitet.